# Автошлях Т 1317
Автошля́х Т 1317 — автомобільний шлях територіального значення в Луганській області. Проходить територією Стахановської, Кіровської міської рад та Слов'яносербського району через Кадіївку — Голубівку — Сентянівку. Загальна довжина — 14 км.

## Маршрут
Автошлях проходить через такі населені пункти:
| Автошлях Т 1317          |     |
| Луганська область        |     |
| Стахановська міська рада |     |
| Кадіївка                 | Н32 |
| Кіровська міська рада    |     |
| Голубівка                |     |
| Слов'яносербський район  |     |
| Бердянка                 |     |
| Сентянівка               |     |